# Joaquina Lapinha
Joaquina Maria da Conceição Lapa (Minas Gerais - ?), coneguda artísticament com Joaquina Lapinha, va ser una cantant lírica brasilera, la primera del Brasil en guanyar renom internacional.
Va ser una de les primeres dones en rebre autorització per actuar en espectacles públics a Lisboa.

## Biografia
Joaquina Lapinha era originària de la capitania de Minas Gerais, la més influent del Brasil colonial en el segle xviii. Va actuar regularment a la Casa de l'Òpera de Vila-Rica, a Ouro Preto, d'on n'era la prima donna. En la dècada del 1780 va començar a actuar a la capital, Rio de Janeiro. No existeixen retrats ni cap imatge real pública de la cantant, però se sa Joaquina Lapinha era negra i això afegia més desafiaments a la seva carrera, pel context racista.
Va actuar en diverses ciutats portugueses entre 1791 i 1805. Al Regne de Portugal, les dones tenien prohibit actuar en públic, tot i que a la pràctica, la restricció només s'aplicava a la capital. Un cop la reina Maria I va aixecar el vet, el 1795, el Teatro Nacional de São Carlos va organitzar una funció especial amb tres dones: Mariana Albani, Luisa Gerbini i Joaquina Lapinha.
L'edició del 16 de gener de 1795 de la Gazeta de Lisboa va citar-la: «Joaquina Maria da Conceição Lapinha, natural del Brasil, on es van fer famosos els seus talents musicals, que ja han estat admirats pels millors experts d'aquesta capital». El 6 de febrer de 1795, la mateixa publicació va fer una crítica encara més elogiosa, al informar que els espectadors europeus haurien quedat enlluernats amb la capacitat artística de la intèrpret.
El suec Carls Ruders va escriure sobre Lapinha, explicant que havia de camuflar el color de la pell amb maquillatge blanc, doncs els europeus desaprovaven el seu aspecte: «Joaquina Lapinha és mulata i filla d'una mulata, motiu pel qual té la pell bastant fosca. Aquest inconvenient, no obstant això, el dissimula amb cosmètics. Fora d'això, té una figura imponent, bona veu i molt sentiment dramàtic».
Després del seu periple per Europa, va tornar a actuar en teatres de Rio de Janeiro. Allà va poder actuar davant la família reial, quan la cort es va traslladar al Brasil amb motiu de l'ocupació napoleònica de Portugal.
La vida de Joaquina Lapinha va formar part del llibre Negras líricas: duas intérpretes brasileiras na música de concerto (Negres líriques: dues intèrprets brasileres en la música de concert), de l'investigador i músic Sérgio Bittencourt-Sampaio. Va ser citada també en el llibre Rio de Janeiro no tempo dos vice-reis (Rio de Janeiro en el temps dels virreis), del cronista Luís Edmundo, com aquella que «trepitjava les taules com cap altra». També va ser protagonista de l'enredo de l'escola de samba Inocentes de Belford Roxo, en el carnaval carioca de 2014.